# Šalupa
Šalupa (engl. sloop) je naziv za manji brod, odnosno čamac na jedra, koji ima jedan jarbol s dva jedra.
Razvili su se od jedrenjaka koji razbijali kontinentalnu blokadu za vrijeme napoleonskih ratova, a danas služe kao vrhunske športske jedrilice.